# Julius Brink
Julius Brink (Münster, 6 de julio de 1982) es un deportista alemán que compitió en voleibol, en la modalidad de playa.
Participó en dos Juegos Olímpicos de Verano, en los años 2008 y 2012, obteniendo una medalla de oro en Londres 2012 (haciendo pareja con Jonas Reckermann).
Ganó tres medallas en el Campeonato Mundial de Vóley Playa entre los años 2005 y 2011, y tres medallas de oro en el Campeonato Europeo de Vóley Playa entre los años 2006 y 2012.

## Palmarés internacional
| Juegos Olímpicos   | Juegos Olímpicos       | Juegos Olímpicos  | Juegos Olímpicos |
| Año                | Lugar                  | Medalla           | Pareja           |
| ------------------ | ---------------------- | ----------------- | ---------------- |
| 2012               | Londres (Reino Unido)  | Medalla de oro    | Jonas Reckermann |
| Campeonato Mundial |                        |                   |                  |
| Año                | Lugar                  | Medalla           | Pareja           |
| 2005               | Berlín (Alemania)      | Medalla de bronce | Kjell Schneider  |
| 2009               | Stavanger (Noruega)    | Medalla de oro    | Jonas Reckermann |
| 2011               | Roma (Italia)          | Medalla de bronce | Jonas Reckermann |
| Campeonato Europeo |                        |                   |                  |
| Año                | Lugar                  | Medalla           | Pareja           |
| 2006               | La Haya (Países Bajos) | Medalla de oro    | Markus Dieckmann |
| 2011               | Kristiansand (Noruega) | Medalla de oro    | Jonas Reckermann |
| 2012               | La Haya (Países Bajos) | Medalla de oro    | Jonas Reckermann |